# Ken Kitamura
Ken Kitamura (北村 健, Kitamura Ken) conocido profesionalmente como ken, es el guitarrista de la reconocida banda japonesa L'Arc~en~Ciel. También es el cantante principal/líder/guitarrista de la banda Sons of All Pussys (conocida como S.O.A.P.) y cuenta con un proyecto como solista.

## Reseña biográfica
Dos meses antes de su graduación, Ken se retiró del Instituto de Tecnología de Nagoya (donde iba a ser arquitecto) para unirse a L'Arc~en~Ciel en el año 1992 por una llamada de su amigo de la infancia Tetsu. Se rumora que esta decisión endureció la relación que tenía con sus padres. Sin embargo durante algunos de los MC que hizo en la gira Theater of kiss mencionó que se está reconciliando un poco más con ellos.
Desde que se unió a la banda, ha sido parte fundamental en la composición de melodías. Canciones famosas del grupo como Vivid Colors, Niji, The Fourth Avenue Cafe, As if in a dream, Kasou o Lies and Truth figuran entre sus mejores aportes. Hasta la fecha ha sacado con la agrupación 11 álbumes, más de 30 sencillos, varias recopilaciones y giras exitosas.
En 2002, cuando los miembros de L'Arc~en~Ciel se encontraban descansando de las actividades como banda, surge S.O.A.P. como un proyecto alterno que incluía al baterista Yasunori Sakurazawa (Sakura, exintegrante de la misma L'Arc~en~Ciel) y al bajista Ein (un modelo de origen mitad japonés, mitad alemán que Ken conoció en la grabación de un videoclip de L'Arc~en~Ciel). Cada miembro contribuyó con canciones basadas en diferentes temáticas: Ken con amor, Ein con deseo y Sakura con sus experiencias en la cárcel. Luego de cuatro miniálbumes y un sencillo, la banda se encuentra en recesión desde 2004.
Un par de años después mientras se encontraba en una nueva pausa de la banda que lo vio surgir, lanza a la venta el miniálbum Speed, donde se deja ver una faceta mucho más personal de su música, ejecutando el puesto de cantante y guitarrista principal dejando excelentes impresiones. Él mismo se refiere a este lanzamiento como algo "nuevo, más puro" similar a sus primeros días en L'Arc~en~Ciel.
Ken es un constante fumador. A lo largo de su carrera, siempre se lo ha visto en conciertos y videoclips fumando, aún mientras toca la guitarra. La figura de Ken fumando un cigarro mientras toca es la imagen que más lo caracteriza.

## Actualidad
A finales de 2008, Ken vuelve a los estudios de grabación preparando lo que será la vuelta a su carrera como solista. Su nuevo sencillo Deeper salió en marzo de 2009, seguido por un nuevo álbum, IN PHYSICAL, en abril y una gira realizada a mediados del mismo año en Japón.
También cabe destacar su buena relación con la banda MUCC, en la cual ha demostrado su faceta de productor al representar sus últimos sencillos Ageha, Sora to Ito y Freesia así como el álbum Kyuutai.
El 15 de julio de 2010, Ken lanza oficialmente el PV de Solitary Stroll, destinado a promocionar su miniálbum The Party que fue lanzado el 4 de agosto de 2010.

## Discografía

### S.O.A.P.
- Grace (miniálbum)

1. Grace
2. Every second, I'm in romance
3. A song for you
4. Private religion
5. S.O.A.P. Yeah! Yeah! Yeah!

- Gimme a guitar (miniálbum)

1. I love you, I need you, I fuck you
2. Gimme a guitar
3. Tsumi no nagame
4. Dunce
5. Go! Go! S.O.A.P.

- High (miniálbum)

1. High
2. I wanna fly with your airplane
3. 2 seconds to the top
4. Red sky
5. S.O.A.P. 100%

- Paradise (sencillo)

1. Moving on
2. Paradise

### Trabajo en Solitario
- Sencillos
- Speed [23.08.2006]

1. Speed
2. Empty rooms
3. The shadow of your smile
4. Speed （karaoke）

- Deeper [04.03.2009]

1. Deeper
2. Shiroi Hana (Edición limitada versión A)
3. In a Broken Dream (Edición limitada versión B)
4. Deeper （karaoke）
5. 1st Album Previews (La edición regular viene con adelantos de lo que será su disco In Physical)

- Álbumes
- IN PHYSICAL [22.04.2009]

1. Repose in Sound Sleep
2. "S"
3. In Physical
4. Spin Along
5. ETERNAL REST
6. Speed
7. Deeper
8. Gimme Your Name
9. Relax Over
10. My Angel
11. Save me

- The Party [04.08.2010]

1. solitary stroll
2. Blow
3. Down
4. Stray
5. T.P.I.T.P.